# 니미 니시키
니미 니시키(일본어: 新見錦 1836년 9월 13일 ~ 1863년 10월 25일)는 막말 미토번 출신의 미부로시 간부이다. 훗날 신센구미 국장에서 부장으로 격하되었다. 호는 긴잔(錦山).